# Гропиус, Евгений Эдуардович

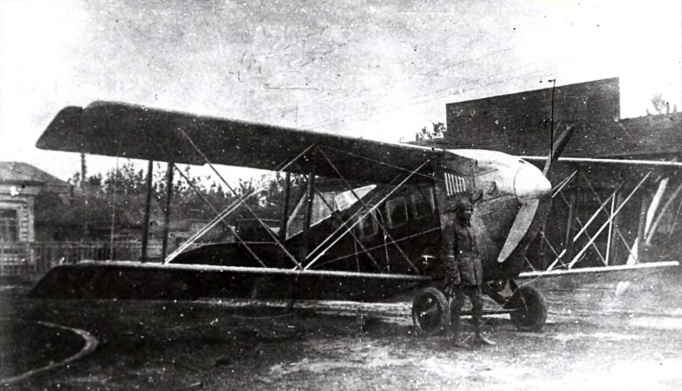
Пассажирский биплан ГАЗ № 5 конструкции Е. Э. Гропиуса

Евгений Эдуардович Гропиус (1890, Лион — 7 марта 1939, Москва) — советский инженер, авиаконструктор.

## Биография
Евгений Гропиус — один из разработчиков первого советского мотоцикла «Союз» на заводе ОСОАВИАХИМ-1 (бывшем «Дукс»). В 1923—1924 годах сконструировал построенный на московском Государственном авиационном заводе № 5 4-местный пассажирский биплан ГАЗ № 5.
23 мая 1938 года арестован по обвинению в участии в контрреволюционной террористической организации. Спустя почти год, 7 марта 1939 года, Военной коллегией Верховного суда СССР приговорён к смертной казни — расстрелу. В этот же день приговор приведён в исполнение.
Реабилитирован 28 июля 1956 года.
https://yandex.ru/archive/catalog/ff5faf50-b97d-4e97-b99e-3e1f0602dc96/84
ЦГА Москвы д 2125, о 2 д 87 стр 79. Изобр 84.
В Москве, Пречистенского сорока церкви Николаевской в Плотниках
1813 г. 13 января браком сочетались Сын Статского советника Евгений Эдуардов Гропиус евангелическо-лютеранского вероисповедания, первым браком , 18 лет от роду, и дочь потомственного дворянина Гали Кирикова Воронова, православного вероисповедания, первым браком, 18 летняя. Поручителями по женихе были Тифлисский гражданин Рубен Григорьевич Осенянц и потоственный дворянин Михаил Болеславович Зеленский. По невесте: Голландский подданный Виниюр Карлов Блеес и потоственный дворянин Ромуальд Болеславов Зеленский.
https://yandex.ru/archive/catalog/ff5faf50-b97d-4e97-b99e-3e1f0602dc96/77
там же. 1913 года 16 октября родился, 8 ноября крестили. Марк.  Родители: Служитель Московского Коммерческого института Евгений Эдуардович Гропиус, лютеранского вероисповедания и законная жена его Галя Кирикова, православного вероисповедания. Восприемниками были инженер путей сообщения Констанит Пвлович Попов и самарская мещанка Екатерина Ильинична Краскова.